# Corio Center Heerlen
Het Corio Center is een modern winkelcentrum in het centrum van Heerlen. Het werd vernoemd naar de vroegere Romeinse nederzetting Coriovallum waar de plaats Heerlen tegenwoordig ligt.
Het Corio Center bestaat uit circa 18.000 m² winkeloppervlakte, 51 woningen en een parkeergarage met 550 plaatsen. Het winkelcentrum bestaat uit twee verdiepingen. Er zijn drie ingangen: Saroleastraat, Honingmannstraat en Stationstraat.
Het Corio Center staat op de plek waar tot 1985 het (voormalige) hoofdkantoor van de Staatsmijnen stond. Het winkelcentrum werd ontworpen door Arno Meijs Architecten en opende zijn deuren in maart 1998.